# Kennedy Simon (rugbista)
Kennedy W. Simon (Hamilton, 1º ottobre 1996) è una rugbista a 15 neozelandese, terza linea ala delle Chiefs Manawa e campionessa mondiale nel 2022 con le Black Ferns.

## Biografia
Simon iniziò a giocare a rugby a 14 anni presso la Hamilton Girls' High School e, dopo il diploma, fu tre anni in Giappone a Sapporo durante i quali militò da professionista nel club di rugby a 7 delle Hokkaidō Barbarians.
Al termine del suo contratto aveva acquisito l'idoneità a giocare per il Giappone ma preferì tornare in patria per tentare di essere selezionata dalle Black Ferns.
Ristabilitasi ad Hamilton, entrò nel 2018 nella provincia di Waikato, e a luglio 2019 esordì in nazionale a San Diego contro gli Stati Uniti.
Nel 2021 vinse la Farah Palmer Cup con Waikato e fu messa sotto contratto dalle Chiefs Manawa, la formazione femminile della franchise professionistica degli Chiefs che milita in Super Rugby; con tale squadra si aggiudicò la prima edizione del Super Rugby Aupiki nel 2022.
Fu poi inclusa nella rosa che prese parte alla Coppa del Mondo 2021, in programma a ottobre e novembre 2022 causa slittamento di un anno imposto dalla pandemia di COVID-19.
Con la squadra è giunta fino alla finale, poi vinta contro l'Inghilterra, conquistando da vicecapitano il suo primo titolo mondiale.

## Palmarès
- Coppe del mondo: 1
Nuova Zelanda: 2021
- Super Rugby Aupiki: 1
Chiefs: 2022
- Farah Palmer Cup: 1
Waikato: 2021